# Germigny-sur-Loire
Germigny-sur-Loire – miejscowość i gmina we Francji, w regionie Burgundia-Franche-Comté, w departamencie Nièvre.
Według danych na rok 1990 gminę zamieszkiwało 598 osób, a gęstość zaludnienia wynosiła 32 osoby/km² (wśród 2044 gmin Burgundii Germigny-sur-Loire plasuje się na 391. miejscu pod względem liczby ludności, natomiast pod względem powierzchni na miejscu 494.).